# Lý Vân Trạch
Lý Vân Trạch (tiếng Trung giản thể: 李云泽, bính âm Hán ngữ: Lǐ Yúnzé, sinh tháng 9 năm 1970, người Hán) là chính trị gia nước Cộng hòa Nhân dân Trung Hoa. Ông là Ủy viên dự khuyết Ủy ban Trung ương Đảng Cộng sản Trung Quốc khóa XX, hiện là Thường vụ Tỉnh ủy, Phó Bí thư Đảng tổ, Phó Tỉnh trưởng thường vụ Tứ Xuyên. Ông từng là Phó Hành trưởng Ngân hàng Công Thương Trung Quốc.
Lý Vân Trạch là đảng viên Đảng Cộng sản Trung Quốc, học vị Cử nhân Kỹ thuật, Cử nhân Triết học, MBA, Tiến sĩ Kinh tế học, chức danh Cao cấp công trình sư. Ông có 25 năm công tác trong ngành tài chính ngân hàng trước khi được điều tới tham gia lãnh đạo Tứ Xuyên.

## Xuất thân và giáo dục
Lý Vân Trạch sinh vào tháng 9 năm 1970 tại chuyên khu Yên Đài, nay là địa cấp thị thuộc tỉnh Sơn Đông, Cộng hòa Nhân dân Trung Hoa. Ông lớn lên và tốt nghiệp cao trung ở Yên Đài, có nền tảng giáo dục lớn khi từng theo học, tham gia nghiên cứu khoa học ở nhiều cơ sở, đơn vị giáo dục nổi tiếng thế giới, xuất phát điểm là thi cao khảo vào năm 1989 và đỗ Đại học Thiên Tân, tới thành phố này để nhập học từ tháng 9 cùng năm, tốt nghiệp 2 bằng cử nhân chuyên ngành kỹ thuật quản lý xây dựng cơ bản và chuyên ngành cơ sở chủ nghĩa Marx vào tháng 7 năm 1993. Tháng 9 năm 1998, ông thi đỗ cao học Trưởng Quản lý kinh tế của Đại học Thanh Hoa, theo học tại chức và nhận bằng Thạc sĩ Quản trị kinh doanh vào tháng 3 năm 2000. Sau đó, tháng 9 năm 2008 thì ông tiếp tục theo học quản trị kinh doanh dành cho cán bộ nhân sự cấp cao ở Trưởng Quản lý Quang Hoa của Đại học Bắc Kinh, từng sang Mỹ để tham gia bồi dưỡng ở Bank of America, nhận thêm bằng MBA một lần nữa vào tháng 7 năm 2010 của Bắc Đại. Từ tháng 9 năm 2015, ông là nghiên cứu sinh tại chức về kinh tế quốc dân của Viện nghiên cứu sinh thuộc Viện Khoa học xã hội Trung Quốc, trở thành Tiến sĩ Kinh tế học vào tháng 6 năm 2018. Lý Vân Trạch được kết nạp Đảng Cộng sản Trung Quốc vào tháng 5 năm 2001, ông từng tham gia khóa tiến tu cán bộ cấp sảnh, cục khóa 65 giai đoạn tháng 9–11 năm 2015 tại Trường Đảng Trung ương Đảng Cộng sản Trung Quốc.

## Sự nghiệp

### Tài chính ngân hàng
Tháng 7 năm 1993, sau khi tốt nghiệp trường Thiên Tân, Lý Vân Trạch được tuyển vào Ngân hàng Kiến thiết Nhân dân Trung Quốc, phân về chi nhánh Thiên Tân làm cán bộ bộ phận kinh doanh của Sở Dự trữ của ngân hàng ở đường Đài Khí Tượng, quận Hòa Bình. Sau đó 1 năm, ông chuyển vị trí làm cán bộ khoa kế hoạch, tiếp tục công tác ở vị trí Phó Chủ nhiệm Phòng Quản lý nhai đạo Ngoại Nam Môn của ngân hàng khi ngân hàng được chuyển đổi sang Ngân hàng Xây dựng Trung Quốc (CCB). Tháng 4 năm 1997, ông chuyển vị trí làm cán bộ ngạch phó khoa trưởng của bộ phận bảo toàn tài sản thuộc CCB Hòa Bình Thiên Tân, nâng ngạch chủ nhiệm khoa viên từ tháng 1 năm 1999. Đến tháng 3 năm 2000, ông được bổ nhiệm làm Phó Trưởng phòng Tài vụ kế hoạch của CCB Thiên Tân, thăng chức Trưởng phòng từ tháng 4 năm 2001, và rồi là Trợ lý Hành trưởng CCB Thiên Tân từ tháng 9 năm 2003. Tháng 10 năm 2003, ông được điều về trụ sở làm cán bộ biệt phái công tác ở Văn phòng thúc đẩy cải cách cơ cấu quản lý thuộc Tổ tái cơ cấu Ngân hàng Xây dựng. Gần 2 năm thì ông được điều trở lại Thiên Tân làm Phó Hành trưởng, Ủy viên Đảng ủy ngân hàng, đến tháng 1 năm 2008 thì được bổ nhiệm làm Phó Giám đốc bộ phần Tài vụ kế hoạch, rồi Giám đốc bộ phận đầu tư cổ phần và quy hoạch chiến lực CCB từ tháng 4 năm 2011. Tháng 3 năm 2015, ông nhậm chức Bí thư Đảng ủy, Hành trưởng CCB chi nhánh Trùng Khánh, đến tháng 7 năm 2016 thì được điều chuyển sang Ngân hàng Công Thương Trung Quốc làm Phó Hành trưởng, Ủy viên Đảng ủy ngân hàng này.

### Tổ chức địa phương
Tháng 9 năm 2018, sau 25 năm công tác ở ngành ngân hàng, Lý Vân Trạch được điều tới Tứ Xuyên, nhậm chức Phó Tỉnh trưởng, Thành viên Đảng tổ Chính phủ Nhân dân tỉnh Tứ Xuyên. Sang tháng 5 năm 2021, ông được bầu vào Ủy ban Thường vụ Tỉnh ủy Tứ Xuyên, đến ngày 8 tháng 5 năm 2022 thì phân công là Phó Bí thư Đảng tổ, Phó Tỉnh trưởng thường vụ Tứ Xuyên. Cuối năm này, ông là đại biểu của đoàn Tứ Xuyên dự Đại hội Đảng Cộng sản Trung Quốc lần thứ XX. Trong quá trình bầu cử tại đại hội, ông được bầu là Ủy viên dự khuyết Ủy ban Trung ương Đảng Cộng sản Trung Quốc khóa XX.